# Kraus & Naimer
Kraus & Naimer (Kraus & Naimer Group Wien, Austria) ist ein 1907 von Franz Kraus (1877–1962) und Lorenz Naimer (1868–1944) gegründeter Hersteller von elektrischen Schaltgeräten mit Sitz in Wien. Spezialgebiet des Unternehmens sind modulare Nockenschalter sowie Lasttrennschalter. Kraus & Naimer ist Zulieferer von Schaltgeräten für Industriekunden aus Bereichen wie Verkehr (Bahnen, Fahrzeugen, Schiffen etc.), Fördersystemen, Liftsystemen, Maschinenbau sowie in Anlagen der Stromerzeugung und Stromverteilung.

## Geschichte

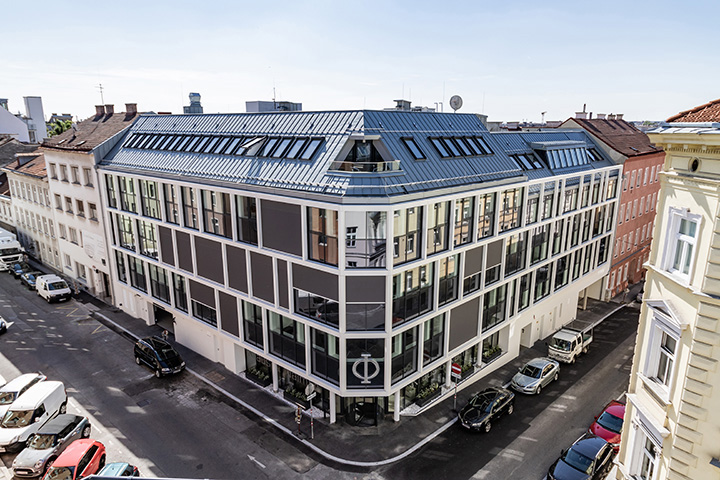
Kraus & Naimer Stammsitz in Wien

Das Unternehmen wurde in Wien im Jahr 1907 in der Wattgasse 53 im 16. Bezirk, Ottakring gegründet. Die Firmengeschichte begann im Zeitalter der aufkommenden elektrischen Energieversorgung. Lorenz Naimer, Gründer und Finanzier, sowie sein Partner Ing. Franz Kraus, der für die technische Entwicklung und Umsetzung zuständig war, forschten auf dem Gebiet der elektrischen Spezialapparate. Am 28. September 1909 erfolgte die offizielle Umbenennung des Unternehmens auf den aktuellen Firmenwortlaut Kraus & Naimer. 1912 übersiedelte das Unternehmen in die Schumanngasse 35 im 18. Wiener Gemeindebezirk Währing, welches in den Jahren 1947 bis 1961 erweitert wurde. Zwischen 1968 und 1970 wurde eine zusätzliche Produktionsstätte in Weikersdorf, Niederösterreich errichtet. Diese wurde von 1989 bis 1990 um ein Montagewerk ergänzt und 2013 auf knapp die doppelte Größe erweitert.
Hubert Laurenz Naimer übernahm 1947 die Leitung des Unternehmens von seinem Vater Lorenz Naimer, welches er bis zu seinem Tod 2004 zu einem weltweiten Konzern ausbaute. 1981 stieg Joachim Laurenz Naimer in die Geschäftsführung des Unternehmens ein, welches er seit 2004 in dritter Generation leitet.

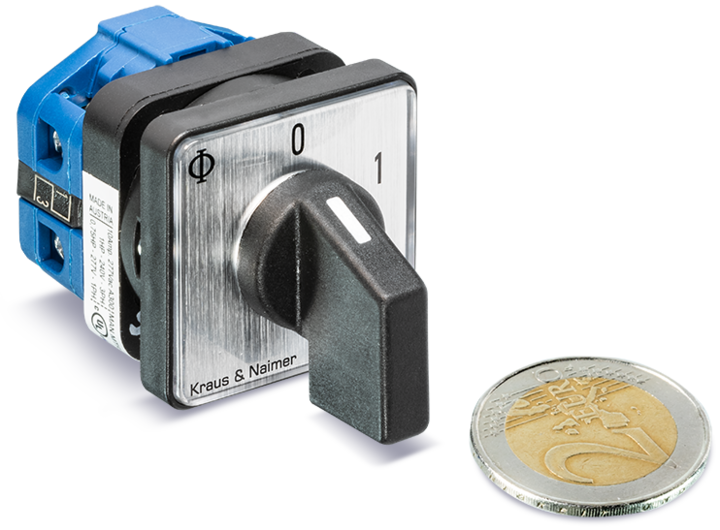
CA4N, der kleinste Nockenschalter der Welt

Kraus & Naimer betreibt zur Herstellung seiner Produkte aktuell sechs Fabriken in Europa (Deutschland, Österreich, Ungarn), Nord- und Südamerika (USA, Brasilien) sowie Neuseeland. Weiters hält das Unternehmen weltweit 18 konzerneigene Vertriebs- und Beratungsgesellschaften. Elf dieser Büros befinden sich in Europa (Österreich, Deutschland, Großbritannien, Finnland, Norwegen, Schweden, Spanien, Belgien, Italien, Frankreich, Niederlande), zwei in Nordamerika (USA, Kanada), zwei in Ozeanien (Australien, Neuseeland), eines in Südamerika (Brasilien) und Afrika (Südafrika) sowie zwei in Asien (Japan, Singapur). Weltweit stellen knapp 1.000 Beschäftigte jährlich 4,3 Millionen dieser Geräte her. Kraus & Naimer hat sich im Laufe seiner Geschichte auf dem Gebiet der Schalttechnik spezialisiert und liefert seine Produkte an führende Unternehmen der Industrie weltweit.

## Produkte
Das Unternehmen produzierte zu Beginn Messerschalter, die Vorläufer der heutigen Trennschalter. Die weiteren Hauptprodukte in den ersten vier Jahrzehnten des Firmenbestehens waren Hebel- und Walzenschalter. Ende der 20er Jahre wurde der damals neue Kunststoff Bakelit im Schalterbau eingesetzt. Kraus & Naimer ist Inhaber von zahlreichen Patenten und Innovationen innerhalb der Schaltgerättechnik. Das Unternehmen brachte 1948 erstmals einen Nockenschalter im Baukastenprinzip (Modell C15) auf den Markt, wodurch kundenspezifische Schalter angefertigt werden können. Das Verfahren der Massenherstellung von kundenindividuellen Produkten ist allgemein in der Industrie auch unter dem Fachbegriff der Mass Customization bekannt. Ein weiterer Meilenstein in der Firmengeschichte war die Entwicklung des weltweit kleinsten Nockenschalters (Modell CA4N), der seit 1994 erhältlich ist. 
Anfang der 1950er Jahre war Kraus & Naimer einer der ersten Industrieunternehmen, welche Thermoplaste, besonders Polyamide, in der Schaltgerätetechnik verwendete, wodurch eine Vollisolierung eines Schaltgerätes ermöglicht wurde. Die gesamte Wertschöpfungskette von Forschung & Entwicklung bis hin zu Vertrieb wird von dem Unternehmen mit eigens gegründeten Logistik- und Versandzentren und Kooperationspartnern abgewickelt. Der Weltmarktführer im Bereich Nockenschalter bezieht seine benötigten Rohmaterialien wie Gold und Kupfer von zertifizierten Mitgliedern der Conflict Free Sourcing Initiative.